# Дом бабочек

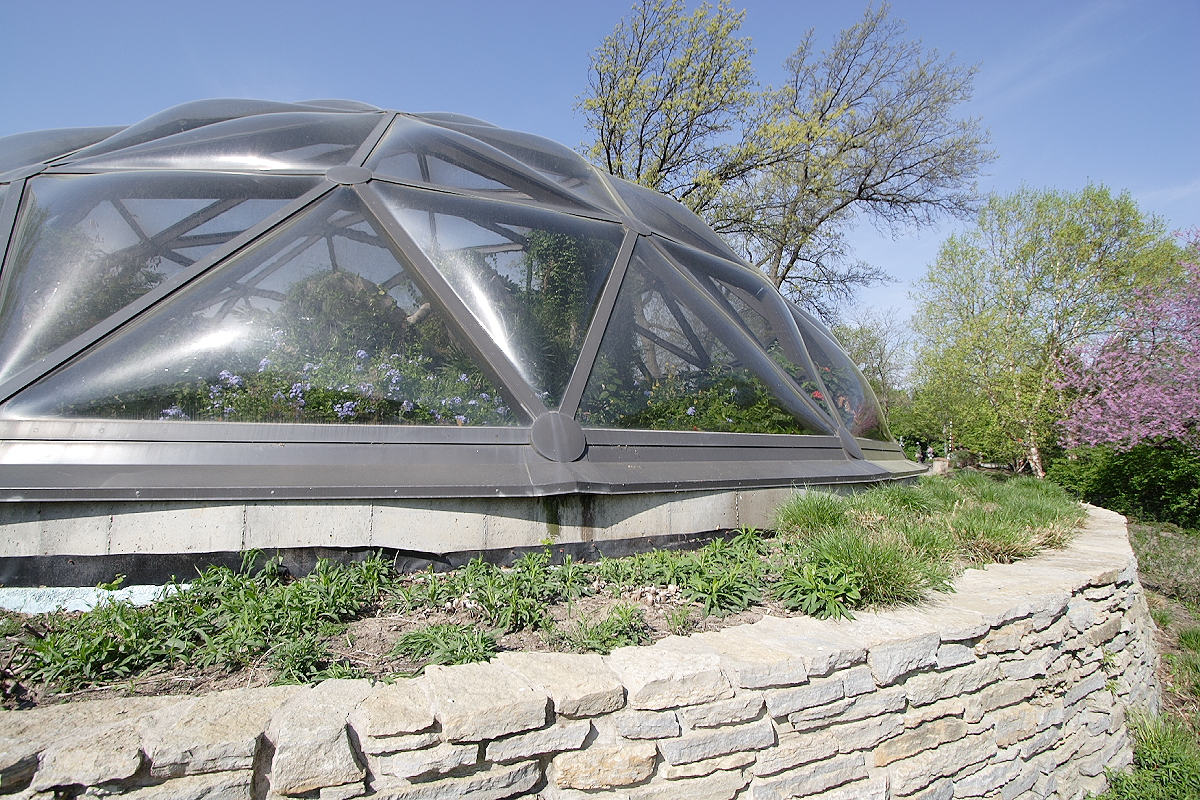

Дом бабочек — зоопарк, который специально предназначен для разведения и экспозиции бабочек. В некоторых домах бабочек могут присутствовать также другие насекомые и членистоногие. Дом бабочек может быть как отдельным учреждением, так и, как бывает чаще всего, подразделением зоопарка. Входные двери в домах бабочек, как правило, делают двойными, чтобы предотвратить вылет бабочек.
Живые бабочки в качестве экспонатов выставок стали популярны в Англии в конце 1970-х годов. Первый дом бабочек появился в городе Коконат-Крик, штат Флорида, США. На сегодняшний день такие учреждения существуют на всех континентах.